# Flavio Briatore

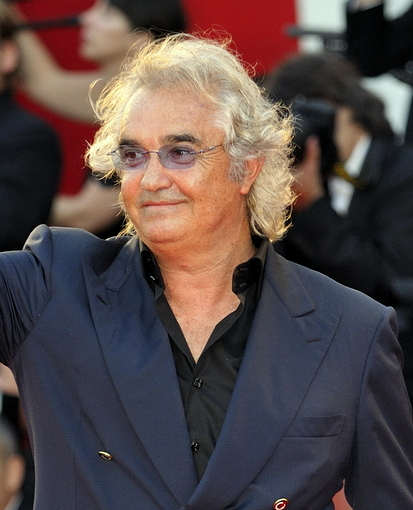
Flavio Briatore bei den 66. Filmfestspielen von Venedig 2009

Flavio Briatore (* 12. April 1950 in Verzuolo) ist ein italienischer Sport- und Industriemanager, und aktuell Teamchef des Alpine F1 Teams. Bekannt wurde er vor allem als Teamchef der Formel-1-Rennställe von Benetton (1989–1997, 2000–2001) und Renault (2002–2009), bei dem er zuletzt wegen der sogenannten „Crash-Gate-Affäre“ seinen Posten räumen musste. Daraufhin wurde er unbefristet von der Formel 1 und allen anderen FIA-Veranstaltungen ausgeschlossen. Diese Sperre wurde am 5. Januar 2010 aufgehoben. Briatore ist Miteigentümer des englischen Fußballclubs Queens Park Rangers.

## Frühe Jahre
Briatore wurde als Sohn eines Lehrer-Ehepaares geboren. Er absolvierte nach der Schule zunächst eine Ausbildung zum Landvermesser, arbeitete aber anschließend in vielen Gelegenheitsjobs – u. a. als Skilehrer – und besaß später auch ein Restaurant mit dem Namen Tribula, das er jedoch wieder schließen musste. Nachdem er eine Zeit lang als Versicherungsagent tätig gewesen war, begann er zusammen mit dem Finanz- und Bauunternehmer Attilio Dutto aus Cuneo seine Karriere als selbständiger Unternehmer. Die gemeinsamen Pläne mit Dutto musste Briatore bald darauf schon wieder aufgeben, als sein Kompagnon auf mysteriöse Weise bei einer Autobombenexplosion im März 1979 ums Leben kam.
Als Nächstes arbeitete Briatore an der Mailänder Börse, an der er erst Achille Caproni (Caproni-Flugzeuge), später den Kleiderfabrikanten Luciano Benetton kennenlernte. Mit einigen Investments, wie dem Aufkauf des Unternehmens seines verstorbenen Geschäftspartners Dutto und Insolvenzen einiger Holdingunternehmen, geriet Briatore zunehmend in Schwierigkeiten mit der italienischen Justiz und wurde wegen Betrugs zu diversen Haftstrafen verurteilt. Ihm gelang es, durch einen längeren Auslandsaufenthalt in der Karibik, diesen Haftstrafen zu entgehen und nach einer Amnestie straffrei nach Italien zurückzukehren. Während seines Auslandsaufenthaltes nutzte er die Freundschaft zu Benetton und arbeitete für dessen Unternehmen. Er eröffnete mehrere hundert Benetton-Geschäfte in den USA und wurde durch die dortigen Erfolge wohlhabend.

## Formel 1

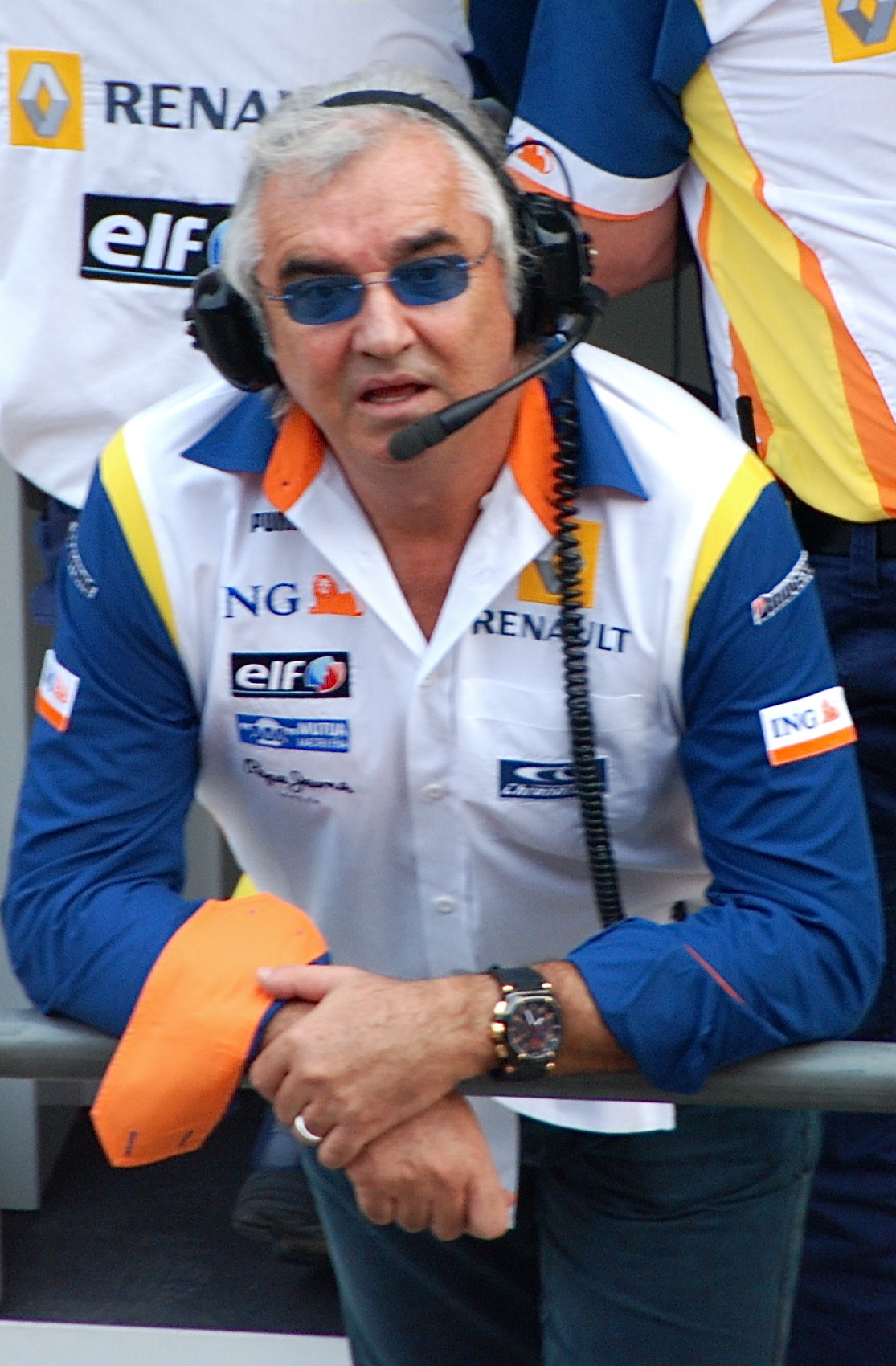
Flavio Briatore, 2008

Nach seiner Rückkehr nach Italien im Jahr 1989 berief Luciano Benetton Briatore zum Manager und Teamchef des seit 1986 in Firmenbesitz befindlichen Formel-1-Rennstalls Benetton Formula. Briatore rechtfertigte seine Verpflichtung trotz des Fehlens jeglicher vorheriger Verbindungen zum Motorsport schon bald durch beachtliche Erfolge. 1994 verhalf er dem aufstrebenden deutschen Nachwuchsfahrer Michael Schumacher zu dessen erstem Weltmeistertitel, den „Schumi“ 1995 auf einem Benetton-Renault erfolgreich verteidigte. Im gleichen Jahr gelang Benetton zudem der einzige Konstrukteurstitel der Teamgeschichte. Nach dem Weggang Schumachers zu Ferrari sank der Stern des Rennstalls allmählich und Briatore zog sich schließlich Ende des Jahres 1997 aus der Formel 1 zurück.
Als der Renault-Konzern, der sich ebenfalls Ende 1997 als Motorenlieferant aus der Formel 1 verabschiedet hatte, im Jahr 2001 seine Rückkehr als eigenständiges Team durch Übernahme des Benetton-Rennstalls ankündigte, war auch Briatore wieder mit an Bord und führte die Equipe ab 2002 erneut zu beachtlichen Erfolgen. Als Entdecker und Manager von Fernando Alonso verhalf er dem Spanier zu zwei WM-Titeln 2005 und 2006 und gewann in beiden Jahren auch den Konstrukteurspokal für Renault. Im September 2009 musste Briatore sein Amt als Teamchef von Renault zur Verfügung stellen, nachdem öffentlich bekannt wurde, dass er zusammen mit dem Chefingenieur des Teams, Pat Symonds, den Großen Preis von Singapur im Jahr 2008 durch einen angeordneten Unfall seines Fahrers Nelson Piquet jr. manipuliert hatte. Der Renault-Konzern hatte zuvor bekannt gegeben, gegen die schweren Anschuldigungen des bereits im Juli entlassenen Ex-Piloten Piquet nicht vorzugehen, was als Schuldeingeständnis interpretiert werden kann. Briatore selbst hatte allerdings zuvor die Vorwürfe bestritten und seinerseits wegen Verleumdung Strafanzeige gegen Piquet und dessen Vater Nelson Piquet sen. gestellt.
Am 21. September 2009 wurden Briatore und Pat Symonds durch den Internationalen Automobilverband (FIA) mit Sperren bei allen FIA-Veranstaltungen belegt. Briatore erhielt eine Sperre auf unbeschränkte Zeit, Symonds für fünf Jahre. Zudem durfte Briatore nicht mehr als Manager eines Fahrers auftreten. Renault wurde ebenfalls mit einer Sperre belegt, die Strafe wurde allerdings zur Bewährung bis 2011 ausgesprochen. Briatore galt als einer der engsten Vertrauten von Formel-1-Mogul Bernie Ecclestone und als einer der geschicktesten und einflussreichsten Akteure im Formel-1-Geschäft.
Sowohl die Sperre gegen Briatore als auch die gegen Symonds wurde am 5. Januar 2010 von einem französischen Gericht aufgehoben. Zur Begründung gab das Gericht an, dass die Sperre aufgrund der schwachen Beweislage irregulär gewesen sei. Zudem wurde Briatore ein Schadenersatz von 15.000 Euro zugesprochen. Der Automobil-Weltverband FIA kündigte umgehend an, gegen dieses Urteil möglicherweise in Berufung zu gehen.
Briatore und die FIA einigten sich am 12. April 2010. Die FIA hob die lebenslange Sperre auf. Dies ermöglichte Briatore ab 2013 wieder eine verantwortliche Position in der Formel 1 zu übernehmen, dafür verzichteten Briatore und Symonds auf alle juristischen Forderungen und Schritte gegen die FIA. Bis Ende 2012 durften sie keinen Posten in der Formel 1 übernehmen. Nach Angaben der FIA haben Briatore und Symonds die Verantwortung für den absichtlichen Crash übernommen, sich entschuldigt und ihr Bedauern über den Vorfall zum Ausdruck gebracht.
Im Juni 2024 kehrte er als Berater beim Team Alpine in die Formel 1 zurück. Im Mai 2025 übernahm er kommissarisch das Amt des Teamchefs, nachdem Oliver Oakes das Team verließ.

## Weitere Aktivitäten
Über sein bisheriges Motorsport-Engagement betreibt Briatore zusammen mit Angelo Galasso die exklusive Modemarke Billionaire Couture. Seit 2004 ist er auch Betreiber einer exklusiven Diskothek, des Billionaire Club (dt. Club der Milliardäre) in Porto Cervo an der Costa Smeralda auf Sardinien. Darüber hinaus betreibt er den Beach Club Twiga in der Toskana und das Luxushotel mit Spa Lion in the Sun Resort in Kenia.
Am 1. September 2007 kauften Bernie Ecclestone und Flavio Briatore den Londoner Fußballverein Queens Park Rangers. Die Kaufsumme betrug 1,5 Millionen Euro, zudem wurden Verbindlichkeiten in Höhe von 19,5 Millionen Euro getilgt. Am 19. Februar 2010 trat Briatore als Präsident des Fußballvereins zurück. Er bleibt weiterhin Miteigentümer.

## Öffentliches Auftreten
Briatore ist in der Öffentlichkeit auch durch sein „Playboy-Image“ bekannt geworden, das auf Affären und Verbindungen zu attraktiven Damen und bekannten Models gründet. So unterhielt er u. a. Beziehungen zu Naomi Campbell und Heidi Klum. Mit Klum hat er die Tochter Leni Klum, die von Klums späterem Ehemann Seal adoptiert wurde. Das Paar hatte sich noch während der Schwangerschaft Klums getrennt. Im Juni 2008 heiratete der eher als Junggeselle bekannte Briatore die 30 Jahre jüngere Italienerin Elisabetta Gregoraci, mit der er einen Sohn (* 2010) hat.
Bei einer Vorsorgeuntersuchung Anfang Juli 2006 hatten Ärzte in den USA einen bösartigen Tumor an Briatores linker Niere entdeckt. Er wurde anschließend in einer Klinik in Rom operiert. Im März 2024 wurde Briatore wegen eines gutartigen Tumors am Herz operiert.